# The Secret Life of Walter Mitty (1947)
The Secret Life of Walter Mitty (Brasil: O Homem de 8 vidas ) é um filme de comédia Technicolor de 1947, vagamente baseado no conto homônimo de James Thurber. O filme é estrelado por Danny Kaye como um jovem revisor sonhador (mais tarde editor associado) de uma editora de revistas e Virginia Mayo como a garota dos seus sonhos. O filme foi adaptado para a tela por Ken Englund, Everett Freeman e Philip Rapp, e dirigido por Norman Z. McLeod.

## Enredo
Walter Mitty (Kaye) é um "cara inconsequente de Perth Amboy, Nova Jersey". Ele é pego de surpresa e assediado por todos em sua vida, incluindo sua mãe mandona, seu chefe arrogante e furtivo Bruce Pierce, sua noiva estúpida Gertrude Griswold, e sua mãe de boca alta, a sra. Griswold.
A fuga de Walter das provocações de que é vítima é imaginar todo tipo de vida emocionante e impossível para si mesmo, alimentada pelas revistas de celulose que ele lê todos os dias como editor da Pierce Publishing Company. Mas seus sonhos apenas parecem colocá-lo em mais problemas. Em uma cena, enquanto alimentava a caldeira de aquecimento, ele sonha como seria ser um piloto de caça da RAF. Ele é despertado desse devaneio por sua mãe, que ordena que ele venha jantar.
As coisas se tornam muito mais complicadas quando ele encontra uma mulher misteriosa, Rosalind van Hoorn (Virginia Mayo), que por acaso se parece perfeitamente com a garota dos seus sonhos. Rosalind está trabalhando com seu tio, Peter van Hoorn, para ajudar a proteger algumas jóias da coroa holandesa escondidas dos nazistas durante a Segunda Guerra Mundial. Envolvido em uma aventura da vida real que parece inacreditável até para ele, Walter tenta esconder sua vida dupla de sua família e amigos. Eventualmente, ele adquire a coragem de enfrentar aqueles que o chutam.

## Elenco
- Danny Kaye - Walter Mitty
- Virginia Mayo - Rosalind van Hoorn
- Boris Karloff - Dr. Hollingshead
- Fay Bainter - Mrs. Eunice Mitty
- Thurston Hall - Bruce Pierce
- Ann Rutherford - Gertrude Griswald
- Gordon Jones - Tubby Wadsworth
- Florence Bates - Mrs. Griswald
- Konstantin Shayne - Peter van Hoorn
- Reginald Denny - Coronel
- Henry Corden - Hendrick
- Doris Lloyd - Mrs. Leticia Follinsbee
- Fritz Feld - Anatole
- Frank Reicher - Maasdam
- Milton Parsons - the Butler

## Produção
Ken Englund e Everett Freeman teriam começado a adaptar a história de James Thurber em janeiro de 1945. Segundo Thurber, o produtor Samuel Goldwyn rejeitou o roteiro de Englund e Freeman em dezembro de 1945 e enviou Englund para consultar Thurber, que trabalhou com ele por dez dias. Thurber mais tarde reclamou que uma vez a cena do psiquiatra continha "um incidente de uma garota que toma banho que me assombrará todos os dias da minha vida". Ele foi consultado repetidamente por Goldwyn, mas suas sugestões foram amplamente ignoradas. Em uma carta à revista Life, Thurber expressou sua considerável insatisfação com o roteiro, assim como Goldwyn insistiu em outra carta que Thurber aprovou. Thurber também mencionou que Goldwyn lhe pediu para não ler parte do roteiro, porque era "muito sangue e sede". Thurber disse que leu o roteiro inteiro de qualquer maneira, e ficou "horrorizado".
Ao se afastar do material de Thurber, Goldwyn fez com que os roteiristas personalizassem o filme para mostrar os talentos de Kaye, alterando tanto a história original que Thurber chamou o filme de "A vida pública de Danny Kaye".
Goldwyn também mudou brevemente o título do filme para I Wake Up Dreaming, em resposta a uma pesquisa da Gallup que ele encomendara, um título que era na verdade uma peça teatral no romance de Steve Fisher de 1941, I Wake Up Screaming (e no filme de 1941 com o mesmo nome). No entanto, Goldwyn logo mudou de volta para o título de Thurber em resposta aos protestos furiosos dos fãs de Thurber, como reportado em um artigo de maio de 1947 no Collier's Weekly.
O filme inclui muitas das canções de marca registradas de Kaye e um de seus personagens de sonho mais lembrados, "Anatole of Paris", um chapeleiro feminino cuja inspiração para os ridículos chapéus que ele cria é, na verdade, seu ódio pelas mulheres. O personagem Anatole é baseado em "Antoine de Paris", uma profissional de salão de beleza feminina da época, conhecida por criar penteados absurdos. A letra da música Anatole of Paris foi escrita pela esposa de Kaye, Sylvia Fine.

## Recepção
A Vida Secreta de Walter Mitty ocupa a 479ª posição na lista de 500 melhores filmes de todos os tempos da revista Empire.

## Adaptações a outras mídias
A Vida Secreta de Walter Mitty foi dramatizada como uma peça de rádio de meia hora na transmissão de 3 de novembro de 1947 do The Screen Guild Theatre com Kaye e Mayo em seus papéis originais.

## Remake
Os planos para refazer A Vida Secreta de Walter Mitty surgiram no início dos anos 90, com o produtor Samuel Goldwyn Jr. considerando o ator Jim Carrey no papel principal. Após o desenvolvimento que durou mais de duas décadas, o filme finalmente se concretizou com Ben Stiller como ator principal e diretor. O filme foi lançado nos EUA em 25 de dezembro de 2013.